# Université de Mekele
L'université de Mekele (en anglais : Mekelle University) est un établissement d'enseignement supérieur situé à Mekele, dans le nord de l'Éthiopie.

## Source
- (en) Cet article est partiellement ou en totalité issu de l’article de Wikipédia en anglais intitulé « Mekelle University » (voir la liste des auteurs).